# In the Ruins
In the Ruins ist die kürzeste veröffentlichte Kurzgeschichte des britischen Schriftstellers Roald Dahl (1916–1990). Sie wurde erstmals im Juni 1964 im Programm der World Book Fair (Weltbuchausstellung), die in New York stattfand, sowie 1965 in der Märzausgabe der Zeitschrift King veröffentlicht. In deutscher Sprache ist diese Kurzgeschichte bisher noch nicht erschienen.

## Handlung
Der namentlich nicht erwähnte Erzähler geht durch steinerne Ruinen. Er trifft auf einen auf dem Boden sitzenden Mann, der sich gerade sein linkes Bein absägt. In einer offenen Tasche neben dem Mann sieht der Erzähler eine Injektionsspritze. Der vermeintliche Arzt bietet dem Erzähler etwas davon an. Der ausgehungerte Erzähler nimmt die Einladung an. Der Arzt ist jedoch nur bereit, sein Bein mit ihm zu teilen, wenn der Erzähler die nächste Mahlzeit zur Verfügung stellt. Er versichert auch, dass er nicht radioaktiv verseucht ist. Außerdem erklärt der Arzt, dass er die Injektion unten an der Wirbelsäule ausgeführt hat und man überhaupt keinen Schmerz spürt (beim Absägen seines Beines). Der Erzähler sammelt Holz, macht Feuer mitten in den Ruinen und beginnt darüber das Fleisch zu rösten. Plötzlich kommt ein kleines Mädchen, das vom Rauch und vom Bratenduft angezogen worden ist. Der Arzt bietet ihr ebenfalls Fleisch (seines Beines) an, worauf das Mädchen nickt. Er weist aber darauf hin, dass sie es später wieder zurückerstatten muss. Das Mädchen sieht das auf einer Gardinenstange aufgespießte Fleisch an, das der Erzähler zum Braten über dem Feuer hält. Der Arzt stellt fest, dass sie zu dritt ziemlich lange überleben können (d. h., wenn jeder Körperteile zur Verfügung stellt). Das kleine Mädchen beginnt zu weinen und schreit nach seiner Mama. Der Arzt fordert es zum Hinsetzen auf und versichert ihm, dass er für es sorgen und sich um es kümmern wird.